# Il canone della medicina
Il canone della medicina (titolo originale Kitāb al-Qānūn fī l-ṭibb - arabo القانون في الطب - , tradotto in latino col titolo Liber canonis medicinae) è un trattato scritto da Avicenna (Ibn Sina), medico, fisico, filosofo e scienziato musulmano vissuto nell'antica Persia nel X secolo.
Il canone della medicina è rimasto una fonte medica attendibile per secoli. È anche conosciuto come Qānūn, derivante dal greco e che significa parimenti Legge, sia in arabo sia in persiano. Quest'opera ha fissato gli standard per la medicina in Europa per i secoli seguenti e rappresenta l'opera più importante scritta da Avicenna. Grazie ad essa Avicenna viene riconosciuto da molti come "il padre della medicina moderna". I principi descritti dieci secoli fa in questo libro sono ancora insegnati in varie università, tra cui UCLA e Yale, come parte della storia della medicina.
Il Canone è una guida medica scientifica per l'insegnamento clinico, basata sugli scritti di Galeno in cui è infusa l'erudizione medica islamica e l'esperienza personale dell'autore. Nel suo trattato, Avicenna determinò le cause della salute e delle malattie. Egli credeva che non fosse possibile ristabilire la salute in un corpo umano se prima non fossero state determinate le cause sia della salute sia della malattia.

## Contenuto
Il libro inizia dichiarando che la medicina (ṭibb) è la scienza da cui impariamo i vari stati del corpo umano quando è in salute e quando non è in salute, le modalità per mezzo delle quali la salute può essere persa e, una volta persa, come può essere ripristinata. In altre parole, la medicina è la scienza per cui la salute si conserva e l'arte per ristabilirla dopo che è stata persa.
Per Avicenna le cause della buona salute e della malattia sono:
1. le cause materiali
2. gli elementi
3. gli umori
4. la variabilità degli umori
5. il temperamento
6. le facoltà psichiche
7. la forza vitale
8. gli organi
9. le cause efficienti
10. le cause formali
11. le cause convenzionali
12. le facoltà vitali
13. le cause finali

(vi sono varie fonti che spiegano i suoi concetti in modo approfondito e sono accessibili tramite internet nei siti web medici ed islamici)
Il Qānūn distingue la mediastinite dalla pleurite e riconosce la natura contagiosa della tisi (tubercolosi del polmone) e la diffusione delle malattie tramite l'acqua ed il terreno. Fornisce una diagnosi scientifica dell'anchilostomiasi e stabilisce le condizioni per la formazione dei vermi intestinali.
Il Qānūn precisa anche l'importanza della dietetica, l'influenza del clima e dell'ambiente sulla salute e l'uso chirurgico degli anestetici orali.
Ibn Sina ha raccomandato i chirurghi di trattare il cancro nelle sue fasi iniziali, accertandosi della rimozione di tutto il tessuto malato.
Vengono considerate nel Qānūn circa 760 sostanze medicinali, con le osservazioni sul loro utilizzo ed efficacia. Raccomanda l'esecuzione di test, per ogni nuova sostanza medicinale, all'inizio sugli animali e poi sull'uomo, prima di iniziare ad usarla come medicina.
Avicenna notò la stretta relazione fra le emozioni e lo stato fisico e per questo considerò che la musica avesse un ben definito effetto sullo stato fisico e psicologico di un paziente. Dei molti disordini psicologici che sono descritti nel Qānūn uno è di interesse insolito: la malattia d'amore! Ibn Sina si ritiene abbia diagnosticato questo sintomo presentato da un principe georgiano che giaceva malato, la cui malattia aveva tratto in inganno i medici locali. Avicenna notò un fremito nel polso del principe ogni qual volta l'indirizzo o il nome della sua amata veniva menzionato. Il grande medico ebbe un semplice rimedio: riunire il sofferente con l'amata.

## Il canone della medicina in Europa

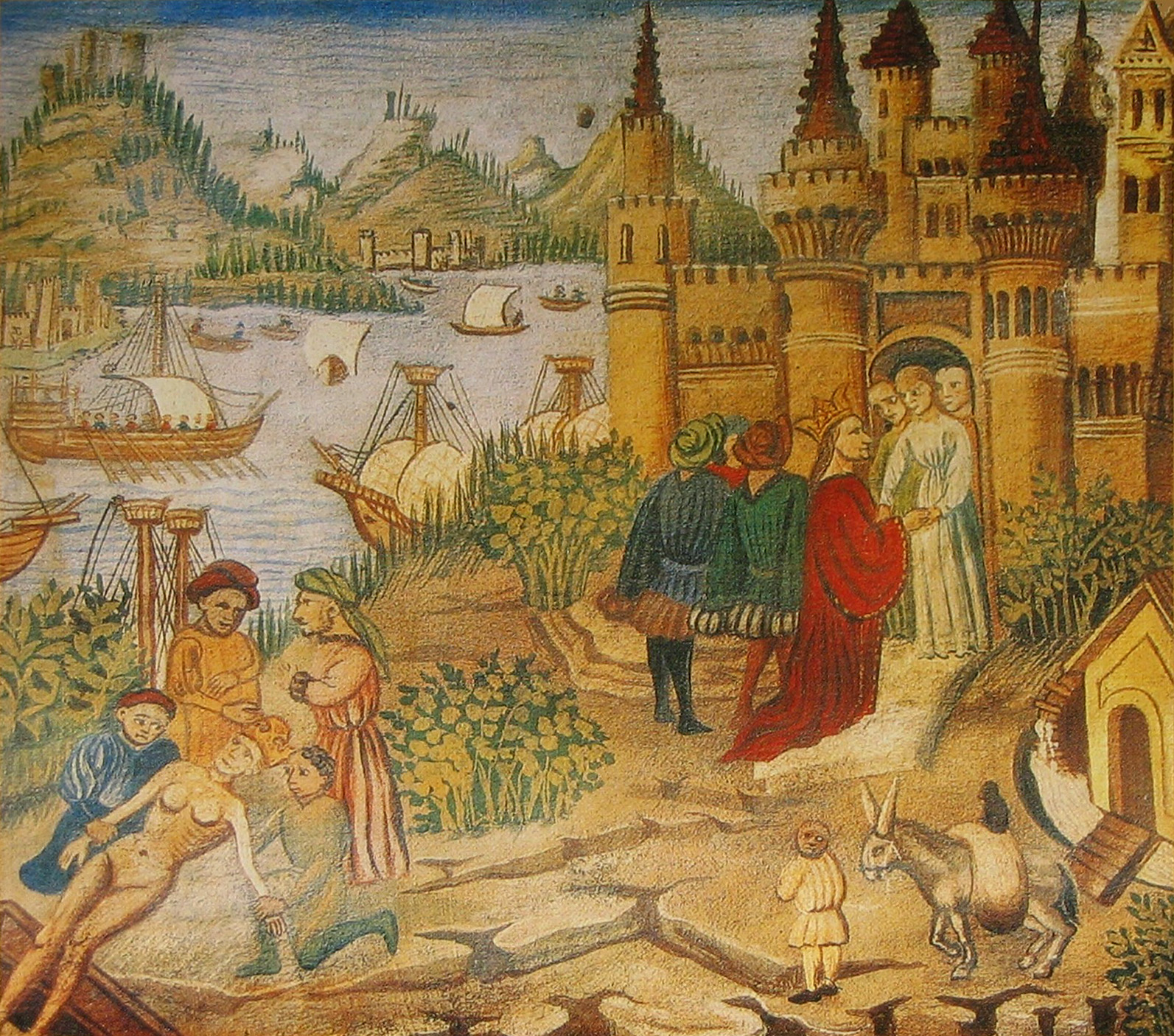
La Scuola medica salernitana in una miniatura del Canone di Avicenna

Il testo arabo del Qānūn è stato tradotto in latino come Canon medicinæ da Gerardo da Cremona o da Gerardo da Sabbioneta (non si conosce con certezza chi dei due effettuò la traduzione, ma sembra più probabile sia stato il secondo) nel XII secolo ed in ebraico nel 1279. Da allora il Qānūn è stato usato come guida principale per la scienza medica nell'occidente e si dice che abbia influenzato Leonardo da Vinci.
Il suo contenuto enciclopedico, la sua disposizione sistematica e il suo schema filosofico lo hanno portato molto presto in una posizione di primaria importanza nella letteratura europea, sostituendosi ai lavori di Galeno e diventando il manuale per l'educazione medica nelle scuole europee. Il testo è stato letto nelle scuole mediche a Montpellier e a Lovanio nel 1650 e Arnold C. Klebs lo descrisse come "uno dei fenomeni intellettuali più significativi di tutti i tempi". Il dottor William Osler disse che il Qānūn è rimasto "una bibbia medica per un tempo più lungo che qualsiasi altro lavoro".
I primi tre libri della traduzione in latino vennero stampati nel 1472 e ne venne pubblicata un'edizione completa l'anno seguente. Il commento alla prima fen del quarto libro, ad opera di Giovanni Arcolano, fu pubblicato per la prima volta nel 1489. L'edizione in ebraico del 1491 è stata la prima apparizione di un trattato medico in tale lingua e l'unica prodotta durante il XV secolo. Negli ultimi trent'anni del XV secolo vennero pubblicate 15 ristampe dell'edizione latina.
In anni recenti è stata fatta anche una parziale traduzione in inglese.